# Гарино (Пермский край)
Га́рино — деревня в Кишертском районе Пермского края. Входит в состав Усть-Кишертского сельского поселения.
Расположена в 2 км к югу от административного центра района — села Усть-Кишерть.
Объектов инфраструктуры в деревне нет.

## Население
| 2000 | 2004 | 2008 | 2010 | 2012 | 2014 | 2015 |
| ---- | ---- | ---- | ---- | ---- | ---- | ---- |
| 68   | ↗81  | ↘77  | ↘74  | ↘68  | ↗73  | ↗81  |
| 2016 |      |      |      |      |      |      |
| ↗86  |      |      |      |      |      |      |